# Sayed Mohamed Adnan
Sayed Mohamed Adnan (né le 5 février 1983) est un footballeur international bahreïni.

## Biographie
Sayed Mohamed Adnan s'engage pour un an avec Brisbane Roar le 16 août 2011.
Il dispute son premier match d'A-League le 15 octobre 2011 face à Sydney (0-2). Le 14 janvier 2012, il inscrit son premier but lors de la 15e journée d'A-League face à Sydney (2-1).